# Ormetica sphingiformis
Ormetica sphingiformis är en fjärilsart som beskrevs av James Brackenridge Clemens 1861. Ormetica sphingiformis ingår i släktet Ormetica och familjen björnspinnare. Inga underarter finns listade i Catalogue of Life.